# Повітряний транспорт
Пові́тряний тра́нспорт — вид транспорту, де як транспортний засіб для перевезення пасажирів, пошти і вантажів використовуються повітряні судна важчі за повітря — насамперед літаки та вертольоти (гвинтокрили). Такий вид транспорту є найшвидшим але-й найдорожчим. Люди вперше почали літати на повітряних кулях і відкрили добу польотів 5 червня 1783 на аеростаті, а дещо пізніше на дирижаблях з двигунами. Але найбільш широко для перевезення людей, а також у військових цілях, використовуються літаки. З винаходом бензинового двигуна брати Райт у 1903 здійснили перший керований політ, що підштовхнуло розвиток літакобудування. Перший військовий реактивний літак Мессершмітт (див. також реактивний двигун) було створено 1939 року. По закінченню Другої світової війни жваво розвивалося цивільне літакобудування, і вже 1969 року, був створений перший надзвуковий пасажирський літак Конкорд.